# Кернарвон Тауншип (округ Беркс, Пенсільванія)
Кернарвон Тауншип (англ. Caernarvon Township) — селище (англ. township) в США, в окрузі Беркс штату Пенсільванія. Населення — 4234 особи (2020).

## Демографія
Згідно з переписом 2010 року, у селищі мешкало 4006 осіб у 1440 домогосподарствах у складі 1095 родин. Було 1512 помешкання
Расовий склад населення:
| - 93,8 % — білих - 2,3 % — азіатів - 1,6 % — чорних або афроамериканців |

До двох чи більше рас належало 1,6 %. Частка іспаномовних становила 1,6 % від усіх жителів.
За віковим діапазоном населення розподілялося таким чином: 29,9 % — особи молодші 18 років, 60,1 % — особи у віці 18—64 років, 10,0 % — особи у віці 65 років та старші. Медіана віку мешканця становила 36,7 року. На 100 осіб жіночої статі у селищі припадало 96,5 чоловіків;  на 100 жінок у віці від 18 років та старших — 97,0 чоловіків також старших 18 років.
Середній дохід на одне домашнє господарство  становив 89 597 доларів США (медіана — 80 102), а середній дохід на одну сім'ю — 99 579 доларів (медіана — 86 667). Медіана доходів становила 77 813 долари для чоловіків та 43 984 долари для жінок. За межею бідності перебувало 3,6 % осіб, у тому числі 1,7 % дітей у віці до 18 років та 9,9 % осіб у віці 65 років та старших.
Цивільне працевлаштоване населення становило 2109 осіб. Основні галузі зайнятості: освіта, охорона здоров'я та соціальна допомога — 24,1 %, виробництво — 16,5 %, науковці, спеціалісти, менеджери — 12,7 %, роздрібна торгівля — 11,9 %.